# 三遊亭円楽 (6代目)
六代目 三遊亭 円楽（さんゆうてい えんらく、1950年〈昭和25年〉2月8日 - 2022年〈令和4年〉9月30日）は、日本の落語家、俳優。
出囃子は『元禄花見踊』。五代目圓楽一門会所属で、幹事長を務めた。2017年6月27日から、客員として落語芸術協会に加入し、2つの噺家団体で活動していた。マネジメントはオフィスまめかな。長男は落語家・声優の会一太郎（落語家としての名称は三遊亭 一太郎）。また、前名である三遊亭 楽太郎（さんゆうてい らくたろう）の名前でも知られている。

## 経歴
東京都墨田区出身。墨田区立両国中学校、東京都立深川高等学校、青山学院大学法学部卒業。
1970年4月の青山学院大学在学中、五代目三遊亭圓楽の鞄持ちのアルバイトに志願。付き人を経てスカウトされ入門し、大師匠六代目三遊亭圓生の命名により「楽太郎」を名乗る。圓楽の「楽」に長男を意味する「太郎」で楽太郎となった。当時圓楽一門には兄弟子の楽松がいたが、楽松については六代目圓生の本名「松尾」の「松」を与えたとされている。他の名前の候補には『道楽』、『楽々』、『楽がん』などがあった。大学の落語研究部に所属、同じ部には橘右橘（寄席文字書家・演芸プロデューサー）がおり、後に兄弟子となる三遊亭楽松とは落研の発表会で会うなど、入門前から面識があった。1972年3月に青山学院大学法学部卒業。
1976年7月、二ツ目昇進。1977年8月28日、六代目三遊亭圓窓の後任として『笑点』レギュラーとなる。五代目圓楽の降板で欠員が出ていたため、5代目が着ていた薄紫の色紋付を着用することとなった。1978年、落語協会分裂騒動で師匠と共に落語協会を脱退し、落語三遊協会所属となる。1979年1月、放送演芸大賞最優秀ホープ賞受賞。
1980年に落語三遊協会が解散し、大日本すみれ会（現：五代目圓楽一門会）所属となる。1981年1月、若手落語家努力賞受賞。3月に真打昇進。
2007年より、所属するオフィスまめかなの植野佳奈との協力により「博多・天神落語まつり」のプロデュースを手がけており、東西の大物落語家なども登場する一大イベントとなっている。
2010年3月1日、初名の三遊亭楽太郎から師匠の名跡である六代目三遊亭圓楽を襲名した。
2016年6月10日、写真週刊誌「フライデー」に40代女性と錦糸町のラブホテルへ入る様子を撮影された件で、釈明会見を開き不倫関係にあることを認めた。この際、冒頭で相手との出会いや関係について自らつまびらかに語り、不倫相手・「フライデー」・妻・落語関係者・『笑点』関係者に対して謝罪と感謝の言葉を述べ、報道陣の質問にも制限をほとんど設けずすべて答えたため、「神対応」と評価された。掲載直後の『笑点』の大喜利（2016年7月3日放送分）では、挨拶の前に司会の春風亭昇太からこの不倫報道を理由に問答無用で座布団を全部没収された。
2017年6月27日に開かれた落語芸術協会の総会において客員での加入が認められ、同日より五代目圓楽一門会と並行して落語芸術協会の落語家としても活動する。これにより、落語協会脱退以来39年ぶりに定席興行に出演できるようになった。この加入は単身での加入であり、6代目円楽門下の弟子は引き続き五代目圓楽一門会のみの所属となる。
2017年以降より、席亭の方針と円楽本人からの打診により、新宿末廣亭に圓楽一門会の出演枠ができた事を皮切りに円楽の代演・あるいはゲストとして五代目圓楽一門会所属の落語家達が落語芸術協会の番組に継続的に出演する機会が増えている。

### 闘病と死去
最初に入院したのは58歳の時（2008年頃）。人間ドックで大腸ポリープがみつかり、検査したところ大腸がんと判明した。手術で全摘して10日ほどで退院したが、夏休み中で仕事に影響がなかったことからメディアには公表しなかった。
2018年9月28日、自身の所属する事務所の公式ホームページを通じて初期の肺がんであることを公表。翌月の5日に手術を行い、12日に復帰した。
2019年5月24日から26日にかけて札幌市内の三か所のホールを会場に三遊亭円楽プロデュース「さっぽろ落語まつり」第一回開催。28名の落語家が出演、主催はテレビ北海道、北海道新聞社ほか。
同年7月18日、検査で脳腫瘍が見つかり、19日、検査と治療のため3週間ほど入院することを発表した。8月11日、病院からの一時外出という形で国立演芸場・8月中席に出演、トリを務め、高座復帰を果たす。19日に退院。
2020年11月に開催された新型コロナウイルス感染症流行下におけるがん検診の重要性を訴えるセミナーで、2019年に肺がんが再発していたがごく初期のため薬を変えて検査数値が良くなったこと、過去に初期の大腸がんも患っていたこと、現在も毎月がん検診を受けていることなどを報道陣に明らかにした。
2021年6月13日、有楽町よみうりホールにおいて、弟子の伊集院光と二人会を開催（昼夜2公演）。2020年5月に伊集院のラジオ番組にゲスト出演した際に円楽が開催を持ちかけたことがきっかけとなった。伊集院としては30年ぶりの高座復帰となり、昼公演では実子の一太郎が6年ぶりに高座に立ち、夜公演では伊集院がかつて名乗っていた高座名を引き継いだ三遊亭楽大が出演した。
2022年1月25日、脳梗塞のため入院したことを所属事務所が26日に発表。2月18日、脳梗塞の治療は終了したものの更なるリハビリの継続と既往症である肺がんの経過観察・治療等の理由から退院の目処が立たず、大事をとって今年の「夏頃まで」休養することを所属事務所が発表した。5月20日に退院、復帰を目指して自宅療養に戻ったことを所属事務所が発表した。円楽の自宅は車椅子などで移動しやすくなるようにバリアフリーの工事も入っていたという。
同年7月19日、国立演芸場の8月中席（11日 - 20日）で高座復帰することが明らかにされた。脳梗塞の後遺症で左半身に麻痺が残り、車椅子での移動が必要な状態であったが、復帰した際のイベントでは「まだ、死んでねえよ」とブラックジョークを発する気概を見せた。8月11日、国立演芸場の8月中席（落語芸術協会主催）で高座復帰し『猫の皿』を披露、同日の取材では、高次脳機能障害として短期記憶障害があることを明らかにした。同席には4日間出演し、同月20日の千秋楽に出演した際は車椅子でハンドマイクを使っており、声もかすれ気味で「この2～3日ゼイゼイ、ヒイヒイいってる。肺炎ではないが、肺に水がたまっている」と話していた。この20日の高座（演目：『目薬』）が結果として公の場で見せた最後の姿となった。
同年8月26日、息苦しさを感じて主治医による検査を受けたところ、軽度の肺炎を発症していたため入院。数週間の入院の見通しであることから8月30日に予定されていた「三遊亭円楽独演会」の中止を発表した。
同年9月30日午前9時28分、肺がんのため東京都内の病院で死去。同日、所属事務所が公表。マスコミが訃報の第一報を配信したのは同日17時ごろであった。72歳没。

### 死去を受けての動き

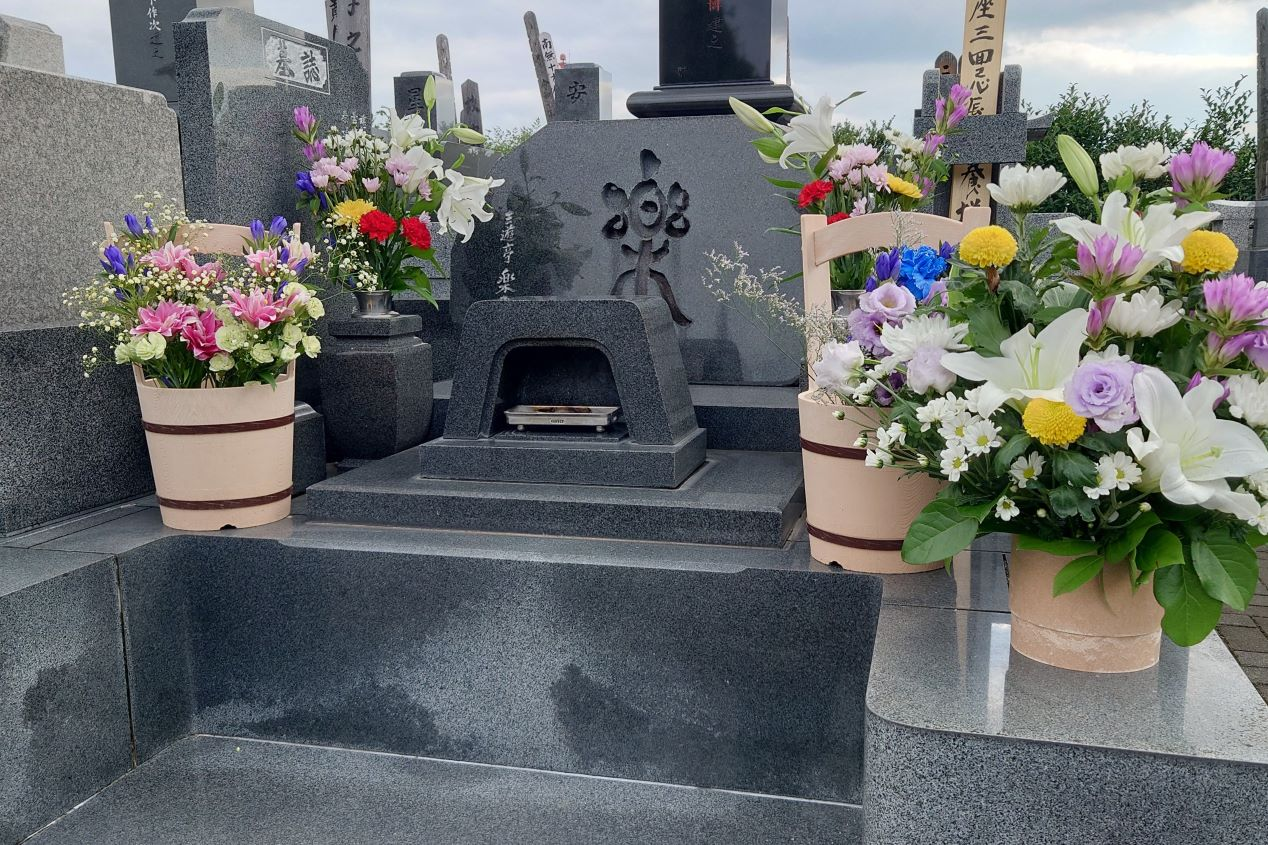
釈迦尊寺（群馬県前橋市元総社町）の墓所。

#### 2022年
訃報を受けて同じ円楽一門会所属で『笑点』のメンバーであった三遊亭好楽、同じく『笑点』メンバーの三遊亭小遊三、林家たい平、歌丸の妻の椎名冨士子、かつての弟子であった伊集院光、円楽がプロレス団体DRAGON GATEの前身である「闘龍門JAPAN」の理事を務めていた縁で親交があったウルティモ・ドラゴン（浅井嘉浩）、親交のあった藤波辰爾などが自宅へ弔問に訪れている。
長男の一太郎を喪主として10月4日に町屋斎場で近親者のみで密葬が行われ、荼毘に付された。
戒名は「泰通圓生上座」（たいつうえんしょうじょうざ）。本名の「泰通」と襲名に意欲を見せていた「圓生」の文字が使われた。墓所は群馬県前橋市の釈迦尊寺で、亡くなる6年前には同寺の住職に師事し得度している（後述）。
毎年秋に国立演芸場で開催されている円楽一門会総出演の落語会「五代目圓楽一門会～秋の一門祭り～」では、初日の10月26日に「円楽を囲む会」を開催する予定になっていたが、急きょ「六代目を偲ぶ会」に変更して開催された。会場には献花台を設け、出演写真のパネルやゆかりの品がロビーに飾られ、落語会では一門による座談会が企画された。出演は三遊亭鳳楽・三遊亭好楽・三遊亭円橘・三遊亭楽生・三遊亭竜楽（司会）。
2007年から円楽がプロデュースしてきた「博多・天神落語まつり」は、2022年は生前に円楽が企画した内容で、円楽が出演予定となっていた会の内容を追悼に変更して開催、11月3日～6日の4日間26公演で約15000人を動員した。一部会場ロビーには出演者のコメントによる「ありがとう円楽さん」のパネルが掲出された。共に落語まつりを開催してきた企画会社「アム・サポート」の竹下信孝社長は、取材に対し2023年以降も引き続き落語会を開催すると答えている。また、円楽が楽太郎時代にレギュラー番組に出演していた東海テレビ放送では、12月に主催の「大名古屋らくご祭」で故人が過去に演じた演目を掲示した追悼パネルを置き、パンフレットで円楽への追悼と謝辞を述べた。
11月14日、釈迦尊寺で遺族と弟子により四十九日法要が営まれ、納骨された。
12月2日に東京會舘でお別れの会が行われた。祭壇は「笑点」でのイメージカラーの紫でまとめられ、遺影の前に10枚の座布団が飾られた。会には笑点メンバーをはじめとした落語家・タレント・プロレスラー・演芸関係者や政界関係者など600人が参列。司会はオレンジ色の着物姿で林家たい平が務めた。また伊集院光が一門と共に登壇し、「現役の噺家はこの後、激しい跡目争いがあるので」と笑わせながら一門を一名ずつ紹介した。会は長男の会一太郎の挨拶でしめくくられた。
楽太郎時代から複数回出演していた『徹子の部屋』では、12月13日の追悼特集の回と2023年1月24日の三遊亭好楽ゲストの回で生前の映像を放送して追悼している。

#### 2023年
2023年1月1日付で、移籍先が決まっていなかった師匠円楽の死去時点で二ツ目以下の弟子5名のうち、二ツ目の楽天・楽八・楽花山の3人は三遊亭小圓楽門下に、前座の楽太は三遊亭萬橘門下に移籍が決定した。二ツ目のうち、楽㐂だけは「円楽の弟子のままでいたい」として廃業を選択した。
円楽が生前客員として所属していた落語芸術協会では、円楽の死去以降は同協会に何らかの形で籍を置く円楽一門会の落語家は存在していない。しかし、新宿末廣亭における圓楽一門会の出演枠は円楽の3回忌を迎えた2024年10月現在も引き続き存在し、三遊亭兼好、三遊亭王楽、三遊亭萬橘の3名を中心とした一門会所属者が出演を続けており、6代目円楽が圓楽一門会所属者の寄席定席への出演の道筋をつけた意味は大きいものとなった。
2023年2月1日から15日にお江戸両国亭で行われる定席興行の「円楽一門両国寄席」は故人の生誕月にも当たることから「六代目三遊亭円楽追善興行」として、主任が円楽の得意演目を演ずるとともに、中入り後に六代目の思い出話で偲ぶ座談が行われた。
| 日付    | 演目             | 主任         |
| ------- | ---------------- | ------------ |
| 2月1日  | 「藪入り」       | 三遊亭好楽   |
| 2月2日  | 「短命」         | 三遊亭栄楽   |
| 2月3日  | 「ねずみ」       | 三遊亭愛楽   |
| 2月4日  | 「死神」         | 三遊亭道楽   |
| 2月5日  | 「明烏」         | 三遊亭全楽   |
| 2月6日  | 「濱野矩随」     | 三遊亭萬橘   |
| 2月7日  | 「芝浜」         | 三遊亭楽生   |
| 2月8日  | 「西行」         | 三遊亭楽之介 |
| 2月9日  | 「らくだ」       | 三遊亭小円楽 |
| 2月10日 | 「明烏」         | 三遊亭楽麻呂 |
| 2月11日 | 「町内の若い衆」 | 三遊亭好太郎 |
| 2月12日 | 「田能久」       | 三遊亭楽京   |
| 2月13日 | 「お化け長屋」   | 三遊亭兼好   |
| 2月14日 | 「淀五郎」       | 三遊亭竜楽   |
| 2月15日 | 「蒟蒻問答」     | 三遊亭円橘   |

2月8日、最後の弟子となった楽太が前座の身分では異例となる企画提案を行った「円楽師匠の誕生日落語会～弟子と仲間に囲まれて一門の再出発～」（深川江戸資料館）が開催され、オープニングでは弟子達による円楽の思い出を語る座談会が行われた。出演は好楽・楽生・楽京・萬橘・楽大・楽八・楽花山・楽太・伊集院光。
3月16日にNHK総合で放送されたサラメシ「祝テレビ放送70年! まるごと日テレSP」では、日本テレビとのコラボ企画の一環として「あの人が愛した昼メシ」に、生前よく笑点の楽屋に差し入れしていた鰻重の店がエピソードと共に紹介された。
5月27日にTBSテレビで放送されたベスコングルメでは「三遊亭円楽さんが愛した下町の極上ヒレステーキを目指して歩く！」と題して、伊集院光が春日俊彰(オードリー) ・王林と共に江東区周辺の5kmあまりを歩き、円楽の生前の思い出を語りつつ生前通った飲食店を紹介、最終目的地の精肉店のひれステーキを三人で味わった。
5月26日～28日、円楽が生前プロデュースした番組内容で第4回さっぽろ落語まつりが開催された。
5月31日、新宿末廣亭余一会昼の部「五代目三遊亭圓楽一門会」は「六代目円楽追善興行」と銘打たれ、仲入り後は「三遊亭円楽思い出話」と銘打たれた座談会となった。出演は、楽太・〇王楽（座談会司会）・萬橘・円橘・〇兼好・道楽・〇楽京・〇好楽・三増れ紋（曲独楽）・〇楽生（トリ）（〇印は座談会出演者）。
6月30日～7月5日、東京・よみうり大手町ホールと日経ホールで「三遊亭円楽最後のプロデュース 江戸東京落語まつり2023」が開催された。6日間18公演に出演した落語家は36人、主催は産経新聞社・読売新聞社、企画はオフィスまめかな、運営はサンライズプロモーション東京。
9月25日、釈迦尊寺で一周忌法要が家族と弟子・関係者など約15名ほどの参列者により営まれた。
9月30日、NHKラジオ第一「真打ち競演」の「思い出の名師匠」で、楽太郎時代の音源が複数放送された。案内は佐藤友美、ゲストは三遊亭王楽。
10月6日、墓所のある前橋市で、弟子の企画による「六代目三遊亭圓楽追悼落語会」が開催された（主催：NPO法人やまたけ寄席）。出演は好楽・道楽・楽生・楽京・楽大・楽太・石田章洋・伊集院光。この会で、好楽が楽生を次の円楽にしたいという意向を示した。
10月12日、国立演芸場で「初代国立演芸場さよなら特別公演 10月特別企画公演 六代目円楽を思い出す会」を開催。（主催：日本芸術文化振興会、企画協力：オフィスまめかな）。出演は林家たい平・三遊亭小遊三・三遊亭楽大・桂竹紋・母心・伊集院光。仲入り後にはたい平・小遊三・伊集院で「思い出トーク」が語られた。
11月2日～5日まで「三遊亭円楽名誉プロデュース」と銘打たれて「博多・天神落語まつり（第17回）」が九州複数のホールで開催された。
11月12日、墓所がある釈迦尊寺の本堂が火災で全焼した。墓所に影響は無し。19日に寺で予定されていた一門会は中止となった。

#### 2024年
4月1日、円楽最後の弟子で萬橘門下に移籍した楽太が二ツ目に昇進、三遊亭萬次郎に改名した。
同月14日には一門のホームグラウンドである両国寄席で披露目口上が行われた。
8月24日、NHKラジオ深夜便「話芸100選 名人芸を味わう」で、楽太郎時代の音源「初天神」（1986年）が放送された。聞き手は遠藤ふき子、ゲストは三遊亭楽生。
9月24日、五代目圓楽の最後の弟子である三遊亭王楽が生前の円楽の意向と一門の推挙により翌2025年2月20日付で「七代目三遊亭円楽」を襲名することが、所属する五代目円楽一門会から発表され、円楽の三回忌を迎えた9月30日に都内にて襲名発表会見が開催された。

#### 2025年
2月20日、三遊亭王楽が七代目三遊亭円楽を襲名した。

## 芸歴
- 1970年4月 - 五代目三遊亭圓楽に入門、「楽太郎」を名乗る。
- 1976年7月 - 二ツ目昇進。
- 1977年8月 - 『笑点』の大喜利メンバーに加入。
- 1978年 - 落語協会分裂騒動で師匠と共に落語協会を脱退し、落語三遊協会所属となる。
- 1980年 - 落語三遊協会解散、大日本すみれ会所属となる。
- 1981年3月 - 真打昇進。
- 2010年 - 『六代目三遊亭圓楽』を襲名。
- 2017年6月 - 落語芸術協会に客員として加入。

## 出囃子
- 花が咲き候（1976年 - 2010年）
- 元禄花見踊（2010年 - 2022年）

## 6代目圓楽襲名
2008年8月、師匠である5代目圓楽から楽太郎が還暦を迎える2010年2月に6代目圓楽を襲名することが発表された。当時、楽太郎が60歳を迎えるのが2010年2月で、1981年春（3月）に真打へ昇進してから30年目となる時期だったため、その頃を目処にという表現をしていた。楽太郎は「圓楽の名跡は師匠（5代目）が大きくしたもの。5代目・6代目はよかったねと言われるよう精進したい」と語った。
しかし、自らがプロデュースする「博多・天神落語まつり」開催直前の2009年10月29日、5代目圓楽が肺がんで死去した。既に福岡入りしていた楽太郎は、師匠の最期には立ち会えなかった。2009年9月3日に、長男の一太郎を伴って5代目圓楽の自宅へ自分の弟子にしたと挨拶に訪問したのが直接対面した最後だったとのこと。この日は大師匠である6代目三遊亭圓生の誕生日と命日でもあり、墓参りもしていたとしている。翌日の開幕式では気丈に振舞っていたものの、師匠を失い、襲名披露に立ち会ってもらえなくなったという精神的ショックは大きく、報道陣に対しては自筆のコメントペーパーを出すのが精一杯だった。その後も、仕事で地方廻りがあったため、対面は一門による通夜が行われた11月4日となった。
2010年2月28日放送の『笑点』において「六代目圓楽襲名披露口上」を行い、翌3月1日付で正式に6代目圓楽を襲名した。出囃子も楽太郎時代の『花が咲き候』から、先代の出囃子である『元禄花見踊』を引き継いで変更している。3月2日には、襲名披露パーティーと記者会見を帝国ホテルにて開催し、襲名披露公演は3月3日の高知県立県民文化ホールを皮切りに12月まで全国80か所以上で行われ、3月15日には新橋演舞場、2010年3月下席から4月中席まで落語芸術協会の定席興行（新宿末廣亭、浅草演芸ホール、池袋演芸場）でも開催された。寄席定席での披露興行は、楽太郎の要望に応じた落語芸術協会会長の桂歌丸の協力により実現し、当人の定席への出演は32年ぶりとなった。また5月31日には、横浜市の三吉演芸場で行われた歌丸一門会でのトリを務めた。
笑点のオープニングではアニメーションが変更され、2010年2月28日から2016年5月8日の放送まで「六代目」の寄席文字が入り英語標記も、6th SANYUTEI ENRAKUとなっていた。
襲名と同時に、5代目が担当していた日本香堂「毎日香」のCMナレーションも継承した。同社が主催する「ご愛用者謝恩爆笑寄席」の大トリを何度も務めており、当人の死去に際しては日本香堂から追悼のメッセージも寄せられている。
前述のとおり名跡の正式表記は旧字体を用いた「圓楽」であるが、師匠との区別を図る意味合いから独演会や『笑点』などのメディア出演を含めた落語家としての活動では一貫して常用漢字表記の「三遊亭円楽」を用いた。

## 人物・逸話
レギュラー出演していた笑点では友達のいないキャラクターを演じていたが、実際は古今東西問わず、交友関係は非常に広い。
自身が生業としていた落語の魅力を「日本人が考えた最高のエンターテインメント」と形容しており、「僕は落語やってくれる人、落語好きな人はみんな好き」「たったひとりで小宇宙を作って、うまくやれば喜怒哀楽の全部が落語の中にある」「もっとキザに言えば、いい時代の日本人がいた。そういう時代を忘れてるわけでしょ」「日本人の忘れ物がね、やさしさとか人情とか愛だとか友情とか、それが全部落語の中にあるわけ。だから日本人の忘れ物は落語の中に取りに行けばいい」と語っていた。
父は島根県隠岐郡西郷町（現・隠岐の島町）出身の警視庁の警察官。父への反抗心からか学生時代にはブントに所属し学生運動にも参加していたが、「ユートピアを追うことに疲れ、そのときに落語を聞き返したところ、その中にユートピアがあることを発見し、落語に生きることにした」と語っている。
妻の留美子は1959年埼玉県生まれ。演芸に関する仕事をしていて楽太郎と知り合い、1987年に結婚。円楽の生前は表舞台に立つことはなかったが、婦人公論2023年3月号で所属事務所オフィスまめかな社長・植野佳奈との対談で「メディアに出るのは最初で最後」と思い出を語り、関係者への感謝の意を述べた。
20歳で圓楽に弟子入りし、概ね5年ごとに節目を迎えてきたため、いつしか「5年計画」で物事を進めるようになった。そのため、圓楽襲名の話が師匠からあった際も、すぐにというわけではなく、その5年ごとの節目にもあたる60歳にという意向で、6代目襲名の話を進めることになったと語っている。
高校生の頃、青山学院大学の入試に軽い気持ちで受けたら合格できたという。
しばしば、政治・社会風刺ネタを用いていた。
若手時代、瀬古利彦に顔が似ているとされており、テレビで瀬古の物真似をすることが多かった。瀬古が所属していた「S＆B」の文字が入ったランニングシャツを着て「これは『三遊亭楽太郎は、僕です』の略字」と説明するなどのギャグを披露していたが、35歳を迎える1985年正月より「落語で勝負したい」として、瀬古の物真似を封印した。数年後、瀬古の方から「楽太郎に似ている」ことを話のネタにするという逆転現象となった。その後も長く交流があり、2010年3月の6代目円楽襲名披露パーティーにサプライズゲストとして瀬古が出演した。2022年9月に円楽が死去した際に瀬古は「ビールを呑みながら冗談を言い合える日が来るものと信じ、楽しみにしていました」「とても無念でなりません」とコメントで悼んだ。
2015年1月1日に放送された『笑点』正月特番では、女性アナウンサーとの大喜利コラボ企画で「青山頑張れ!」と母校の青山学院大学陸上部を応援し、翌日開催された箱根駅伝において、青学陸上部は完全優勝を果たした。これに2区を走った一色恭志が、感謝のツイートを上げている。
最初の弟子は、後に放送作家に転身した石田章洋（門下当時は花楽京）で、二番目はタレントに転身した伊集院光（門下当時は楽大）である。
プロレスファンとして知られる。ジャイアント馬場の事を尊敬しており、天龍源一郎とは仲が良い。ゆでたまごが天龍の試合観戦中に観客とトラブルになった際に、それを仲裁したのが円楽だった。それがきっかけで、ゆでたまごは天龍同盟の飲み会に参加するようになったとのことである。6代目の死後に三遊亭王楽が7代目円楽襲名の際に『キン肉マン』の後ろ幕を手掛けたのは6代目への恩返しであったことも明かされている。天龍が相撲部屋への入門を機に中学2年生で墨田区立両国中学校に転入し、円楽と同級生となる、前述するようにウルティモ・ドラゴンが立ち上げた「闘龍門JAPAN」の理事長を務めたこともあった。自宅にはプロレスラーがひんぱんに出入りしていた。
日本ゲートボール連合（JGU）評議員。「おはよう!ゲートボール」に出演した経験から、ゲートボール審判員の資格を持つ。一門若手とチームを結成し、全国各地でゲートボール大会＆落語会を開催。逝去直後に開催された宮城県蔵王町の円楽杯ゲートボール大会では参加者が黙とうを捧げ、弟弟子の三遊亭愛楽が参加予定だった生前の円楽からのメッセージを代読した。没後の2023年5月に公開の映画「それいけ!ゲートボールさくら組」（野田孝則監督）では、解説者役で友情出演している。
先代圓楽と三遊亭圓丈とは、落語協会脱退後に袂を分かつ状態となったため特段の交流は無かったが、2013年の圓丈の著書「落語家の通信簿」について、円楽が誤認を指摘して増刷時に修正されたのを機に意気投合し、2014年に圓丈・圓窓の一門弟子と共に圓生一門の合同落語会「三遊ゆきどけの会」が開催されることとなった。2016年からは「三遊落語まつり」と名前を変え、以降も浅草演芸ホールの7月余一会として年1回ペースで開催している。
入門当時は落語協会に在籍しており、脱退後は五代目が創設した五代目圓楽一門会に所属、のちに桂歌丸が会長を務めた落語芸術協会（客員）との二重所属となった。さらに、立川談志の元へ2万円を持って直談判しに行ったことをきっかけに、落語立川流の非落語家の著名人枠である立川流Bコースに「立川談次郎」の名で所属した。以上のことから、東京の主要落語家4団体全てに、何かしらの形で在籍歴がある唯一の噺家となっている。
談志とは円楽自身が前座の時代から交流があり、噺をもらったこともあるほか、五代目圓楽が死去した際に、談志宅を訪れ、五代目の思い出を語り合ったという。六代目襲名披露にも病をおして談志が出演している。
元衆議院議員の東祥三とは長い付き合いがあり応援をしていた。
五代目が生前、曹洞宗釈迦尊寺（群馬県前橋市）の住職との親交があったため、その関係から6代目も前名の楽太郎時代から釈迦尊寺との繋がりがある。自身は「俺は次男なので実家の墓に入れないから」と、釈迦尊寺に生前墓（寿陵）を建立している。2016年3月には釈迦尊寺にて得度（出家）式を行い、『楽峰圓生』（らくほうえんしょう）の僧名を賜った。
上記の釈迦尊寺との関係もあり、前橋市出身の立川談之助（立川談志一門）、弟弟子でもある三遊亭竜楽と共に、「まえばし観光大使」を委嘱されている。
1985年8月12日、笑点の企画で五代目圓楽、桂歌丸、初代林家木久蔵（現・林家木久扇）、三遊亭小遊三、林家こん平、古今亭朝次（現・七代目桂才賀）、山田隆夫と、翌日の阿波踊りに参加するべく徳島入りする予定だったが、予約した徳島行きの航空機が大幅に遅延し、徳島空港が悪天候のため、予約便は条件付き運行となった。そこで1つ後の日本航空123便に搭乗して、神戸から船で移動する案が浮上したが、こん平が「いいじゃないかい、決まった便でゆったり行こうよ、きっと徳島空港に着陸できるよ」と提案したため、元の徳島便に搭乗し、日本航空123便墜落事故から逃れることができた。徳島空港到着後、宿泊先のホテルへタクシーで移動中に、墜落事故を知ったという。
同期入門の噺家として春風亭小朝、立川ぜん馬らがいる。円楽の死去に際し、春風亭小朝は、月刊文藝春秋2022年12月号に「追悼 三遊亭圓楽さん 楽ちゃんが僕の耳元で囁いたこと」を寄稿した。
かつてはヘビースモーカーだったが2009年に禁煙した。

### 大喜利メンバーとして
1977年8月28日より『笑点』の大喜利メンバーに加入し、レギュラー出演している。『笑点』には入門直後から、5代目の付き人・裏方として関わっていた。
初めて『笑点』の「大喜利」に出たのは師匠5代目圓楽の代役であった。圓楽は師匠の6代目圓生から「あんなもの（テレビ）に出て、ロクなもんじゃない」と言われて、「冗談じゃねえ、（『笑点』を）辞めてやる！」と啖呵を切り、番組を無断欠席した。楽太郎が『笑点』収録会場の後楽園ホールに入ると、圓楽の所属事務所から楽太郎宛に電話があり、電話に出ると圓楽が「（番組に）行きたくねぇ」とのことだった。事務所から「何も知らない」と押し通せとの指示が出た。収録時間が迫っているのに圓楽が来ないため、楽屋は大騒ぎになった。楽太郎は番組スタッフから圓楽について聞かれたが、「知らない、分からない」と答えるしかなかった。もう圓楽は収録に来ないと判断したスタッフは2本撮りのうち1本目は移動手段のための欠場とし、2本目は楽太郎を圓楽の代理として出演させることにした。当時司会の三波伸介とプロデューサーから「座っているだけでいい」と言われたが、手を挙げて三波に指名され、言った答えが大いに受けて、座布団を獲得した。初出演後の電通のアンケートに視聴者から「若手をどんどん使うべきだ」という声が出て、師匠の推薦もあり、楽太郎は圓楽の後任として三笑亭夢之助とともに大喜利メンバーとなった。
2022年の時点での大喜利メンバーの中では林家木久扇（1969年11月加入）に次ぐ古参である反面、2004年12月に林家たい平が代理メンバーとして加入するまでは、1歳年下の桂才賀がメンバーだった一時期（1980年11月2日-1988年3月27日）を除いて、最年少メンバーだった。
インテリ、セレブ、腹黒、友達がいないキャラを担当。但し、2019年4月以降はたい平と親友という設定ができ、互いに「円楽っち」「たい平っち」と呼び合って、グータッチをするなど事あるごとに仲の良さをアピールし合っていた。この「円楽･たい平が親友」ネタは、「友達いない」キャラを演じつつも、実際には公私共に交友関係が広い円楽の実物大の姿を笑点でも見てもらいたいと言うたい平の意向から取り入れられたものだった。インテリネタでは大喜利での挨拶で楽太郎は時事問題などを取り上げることで長くなるため、隣のこん平から「私にはそういう難しいことはわからないんですが…」と言われるのが定番であった。腹黒ネタでは2006年に春風亭昇太が加入してからたい平と3人で「ブラック団」を結成し、円楽主導で司会の歌丸に対し、3人で罵倒ネタを言い放った。そのため歌丸から3人の座布団を全部没収されることもあった。代理司会を務めた時は三遊亭小遊三を本名の「天野さん」と呼んだ。
かつてノベルティーグッズとして『腹黒時計』なるものを制作していたことがあり、時計の一部は弟子筋にも配布されている。他にも、林家木久扇が販売している「木久蔵ラーメン」に対抗して、「円楽腹黒ラーメン」を販売している。
五代目が司会を務めていたころ、自身に対するダメ出しで番組が締めになるなど師匠から厳しく叱責されたため、降板を考えたことがある。しかし、当時の番組プロデューサーである本多益幸から説得を受け、思いとどまった。自身が褒められたのは5代目が死去する2年ほど前であり、「おまえもようやく少しは“らしく”なったねぇ」と言われたという。
兄弟弟子である好楽が運営する池之端しのぶ亭は『笑点』のネタで、「解体工事中」「客が来ない」などと多用していた。師匠・五代目圓楽に対しては、「師匠の作った寄席の若竹が潰れて借金まみれ」「若竹に客が来ない」「顔長の馬面（「馬頭観音」「馬の耳に念仏」など）」といった罵倒ネタを、歌丸やこん平とともに多用していた。また、メンバーが泥棒の親分で司会者がドジな子分の設定などでは立場が逆転したことを利用して「バカ」「間抜け」などの罵声を師匠に浴びせ続けたこともあった。メンバーの中では「他メンバーに毒を吐く」イメージがあるが、収録の際はパン等の差し入れを毎回している。
昇太が司会に就任してからは、司会の座を奪おうとするネタを多用するようになった。これはあくまでも番組としてのネタであり、本人は自ら司会をやることに対しては否定的な発言をしている。2018年4月1日のエイプリルフール企画と2021年5月9日の笑点55周年企画において、昇太と入れ替わる形で司会を2回担当したことがある。
前述の通り、2022年1月に脳梗塞で倒れて以降同年9月末に亡くなるまで療養のため休演となり、その間は別の落語家が週替わりで代演を務める事となったため、円楽の大喜利コーナーへの出演は同年1月30日の放送分が生前最後となった。ただし、療養中もVTRでの出演で病状が伝えられたり、楽屋を訪れて鰻弁当の差し入れも行っていた。円楽が一時高座に復帰したことで同年8月27・28日放送の『24時間テレビ45』内の笑点の「対抗大喜利」コーナーに出演を希望していたが、再度療養のため入院となり、かなわなかった。
長い「笑点」の歴史の中でも大喜利メンバーで在任中に死去したのは、仕事先の山形県内で急死した4代目三遊亭小圓遊（1980年10月5日没、43歳）以来2人目、司会者も含めれば初代三波伸介（1982年12月8日没、52歳）以来3人目となった。円楽の死去後最初の放送となる同年10月2日の放送は通常編成とするものの、冒頭で司会の昇太のコメントとともに円楽出演時のVTRで放映する追悼企画も放送した。翌週の同月9日の放送枠は円楽の追悼番組となった。円楽没後、初の大喜利収録となった回は11月6日放送である。
先述の通り円楽は死去したものの、この時点で「笑点」は降板の扱いになっておらず、翌2023年2月5日の放送で円楽に代わる新メンバー（春風亭一之輔）が起用されたことに伴い、Webやオープニングから正式に外れるまで「休場」の扱いを続けた。
楽太郎時代は司会者（5代目圓楽、歌丸）から「楽さん」と呼ばれた。

#### 桂歌丸との関係
五代目圓楽の司会就任以降、大喜利メンバーの先輩である歌丸とは四代目三遊亭小圓遊とのやり取りを彷彿とさせるような罵倒合戦を繰り広げており、歌丸司会当時は、政治批判や時事ネタを活かして座布団を獲得するも、主に「やるかジジイ!」などのジジイネタ、髪の毛にまつわるハゲネタ、臨終や葬式などの死亡ネタを用いて座布団が大量ないし全部没収されてしまうことがしばしばあった。歌丸が回答者時代には席が隣ということもあり、罵倒ネタに怒った歌丸が楽太郎を扇子で叩いたこともあった。番組内では犬猿の仲を演じていたが、若手時代にネタに困っていた楽太郎に歌丸が「俺のことでもいいから」とアドバイスしたのが罵倒合戦の始まりであり、円楽曰く「罵倒ネタを用いた際は収録後に謝るようにしている」とのこと。歌丸との仲は良く、二人会等番組外での共演も多くメキシコで一緒に海外公演を行うなど表向きにも多く見られ、この点は小圓遊と異なった。円楽が主催し、東西の落語家が協会の垣根を超えて出演する『博多・天神落語まつり』にも歌丸は亡くなる前年の2017年まで毎年出演していた。六代目円楽襲名の際、先代が死去していたこともあって歌丸が後見人を引き受け、襲名披露を落語芸術協会の定席興行で実現させた。
2017年6月より、歌丸が会長を務める落語芸術協会に単身で客員として加入することになったが、その仲介役となったのが会長の歌丸と、同じく笑点メンバーで副会長の三遊亭小遊三であった。
長年に渡る関係から、円楽の歌丸へ対する尊敬の念は大きく、2015年10月には『桂歌丸師匠を人間国宝にする会』を立ち上げ、歌丸を落語界4人目の人間国宝にすべく署名運動を展開したこともあった。
2018年7月に歌丸が死去した際にはコメントで歌丸について、噺家としての父である師匠の五代目圓楽に次いで、自身を支えてくれた「最後の父親」と称し、歌丸への思いを綴った。歌丸との生前最後の対面となった同年6月20日の見舞いの際には、その様子を共に見舞った『笑点』の番組関係者がビデオ撮影しており、その映像が7月12日に日本テレビで生放送された歌丸の追悼特別番組で『歌丸生前最後の映像』として公開された。
歌丸の死後最初の放送となった7月8日の『笑点』は「歌丸追悼スペシャル」と題して歌丸を偲んでの追悼大喜利が行われ、この中で円楽は大喜利最後の回答で指名され、亡き歌丸に対して涙声になりながらも「ジジイ! 早過ぎるんだよ!」と叫び、長年の罵倒合戦を締め括った。
歌丸の死後も高座や『笑点』の回答にて歌丸に関連することをしばしば話しており、特に歌丸が長年トリを務めていた国立演芸場8月中席のトリを引き継ぎ、2019年、2020年、2021年と高座をつとめた。
前述の肺がんや脳腫瘍が判明した時は「歌丸師匠が呼んだかと思った」と話している。
そして、脳梗塞からの復帰となった2022年8月11日の高座でも、自身の度重なる病を嘆く意味で「なんでこんなことになるんだろうって、みんな歌丸が悪いんだね」とネタを飛ばし、会場の笑いを誘った。
同期入門の間柄である桂歌春を筆頭に歌丸の5人の弟子達とも歌丸の生前より親交があり、歌丸一門の落語会をはじめ、2018年の落語芸術協会ファン感謝デー「芸協らくごまつり」にて設けられた弟子達による追悼座談会にゲストとして参加した他、自身が客員として所属している落語芸術協会の定席で共演するなど、最晩年まで交流を続けていた。2022年9月の円楽の死去に際してはそれぞれSNS等でコメントを発表し、歌春は自身のSNS内にて追悼のコメントと共に、「弟子の誰よりも歌丸に可愛がられて、妬いてました」と吐露している。前述通り、2016年に得度しており、歌丸の葬儀では僧侶が用いる黒衣と袈裟を着て参列した。一方で円楽自身が死去した際には歌丸未亡人の椎名冨士子が弔問に訪れた。

## 出演

### テレビ
- 笑点（日本テレビ系列、1977年8月28日- 2022年1月30日）
- ハッピーリビング（テレビ埼玉、1979年-1981年）
- おはよう!ゲートボール（テレビ朝日系列、準レギュラー）
- ヒラメキ大作戦（朝日放送テレビ）
- ABOBAゲーム（テレビ朝日）準レギュラー
- おはようテレビ朝日（テレビ朝日、1985年）
- 楽太郎のカメラでねらえ！（東海テレビ、1985年4月～1993年9月）
- メイコとあなたの税ミナール（フジテレビ系列、1989年4月-1996年3月 国税庁提供）
- 怪傑!ドクターランド（MBS制作・TBS系列、1992年10月-1993年3月）
- クイズプレゼンバラエティー Qさま!!・プレッシャーSTUDY（テレビ朝日系列、不定期出演）
- SUPER SURPRISE（日本テレビ系列、2009年4月 - 12月 水曜コメンテーター→2010年1月 - 3月 月曜コメンテーター）
- 天才をつくる!ガリレオ脳研（テレビ朝日系列、2009年11月 - 2010年8月・2010年12月 - 「ガリレオ謎かけ」出題者）
- らくごるふ（フジテレビワンツーネクスト）
- 円楽の大江戸なんでも番付（BS朝日、2015年4月30日 - 、司会）
- プレバト!!（MBS） - （不定期出演。放送上は、俳句の名人在位中の2022年9月30日に肺がんで逝去したため、当番組では「才能査定ランキング」への挑戦者に対する初めての追悼企画が同年10月6日に放送された）。
- 今夜はナゾトレ（フジテレビ系列） - 不定期出演
- ごごナマ（NHK総合、2017年4月 - 2021年3月） - 火曜日レギュラー

### テレビドラマ
- エプロンおばさん 第10話（フジテレビ系列、1983年） - 今井 役
- ひらり（NHK連続テレビ小説、1992年10月5日 - 1993年4月3日） - 蛭田明夫 役
- 暴れん坊将軍（テレビ朝日系列）
  - VI・VIIシリーズ （1994年10月16日 - 1997年1月25日） - め組小頭・卯之吉 役
  - IXシリーズ 第6話 だまされた男 芸者の吐息に仕掛けられた罠（1998年） - 宇太郎 役
- 寺子屋ゆめ指南 第6話（NHK、1997年） - お咲の父親・清兵衛 役
- 葵 徳川三代（NHK大河ドラマ、2000年） - 講談師 役
- 月曜ミステリー劇場「万引きGメン・二階堂雪6 逆恨み」（TBS系列、2001年4月9日）
- 金曜ロードSHOW! 特別ドラマ企画 家族、貸します 〜ファミリー・コンプレックス〜（日本テレビ系列、2012年7月27日） - 小橋明弘 役
- 鴨、京都へ行く。-老舗旅館の女将日記- 第7話（フジテレビ系列、2013年5月21日） - 東雲亭千雀 役
- 大江戸事件帖 美味でそうろう（BS朝日、2015年12月4日・5日） - 語り[126]
- 赤めだか（TBS系列、2015年12月28日） - 5代目三遊亭圓楽 役[127]
- せいせいするほど、愛してる 第3話（TBS系列、2016年7月26日） - 石岡健一 役
- 水曜ミステリー9「警視庁強行犯係・樋口顕3 烈火」（テレビ東京系列、2016年12月21日） - 松岡大吉 役
- BS笑点ドラマスペシャル第2作「五代目三遊亭圓楽」（BS日テレ、2019年1月12日） - ナレーション
- 月曜名作劇場 京都タクシードライバーの事件簿 （TBS系列、2019年2月4日） - 茶川大助 役
- THE GOOD WIFE / グッドワイフ（TBS系列、2019年2月10日 -　3月17日） - 南原次郎 役

### ラジオ
- 楽太郎のムギウギタイム!（TBSラジオ）
- 伊集院光 深夜の馬鹿力（TBSラジオ、2001年6月18日ほか）
- 伊集院光とらじおと(TBSラジオ、ゲストとして複数出演した他、2021年7月からは水曜日のミニコーナーにレギュラー出演)
- 三遊亭円楽のおたよりください!（CBCラジオ、RKBラジオほか、2020年9月28日 - 2022年9月9日）TBSラジオ制作
- 楽太郎のとびだせ土曜日（文化放送、1986年4月19日 - 10月4日）
- エルフモーニングダッシュ 楽太郎のおいしい朝だよ（文化放送、1986年10月6日 - 1991年10月4日）
- Changeの瞬間 〜がんサバイバーストーリー〜 （2021年8月29日・9月5日、朝日放送ラジオ）[128]
- HARAGURO ラジオ（文化放送・KBCラジオ、1997年 - 2000年）

### 映画
- の・ようなもの（日本ヘラルド映画、1981年） - 笑太郎
- 映画館落語かもめ亭　第二弾（マイシアター、2012年10月20日）
- それいけ!ゲートボールさくら組（東京テアトル、2023年5月12日ロードショー公開予定） - 友情出演[129]

### CM
- ヤマハ発動機「GR50」（1970年代後半） - 「落語家でいえば、楽太郎。」がキャッチコピー。
- 松下電器産業
  - 「ごますり器」（1970年代後半）[130]
  - 「電子風呂ブザー」（1980年）
  - 「針結び器」（1982年）
  - 「カラオケ大賞77」（1983年） - サラリーマン役で出演し、同商品の機能を解説しながら上司にカラオケを勧める。楽太郎が歌おうとしたら上司が「夜霧よ今夜も有難う」（歌・石原裕次郎）を歌うという内容。
  - 「充電式クリーナー子そうじ君」（1984年） - 「日本経済新聞を読む楽太郎（夫役）が掃除中に500円玉を見付け、妻（声のみ）に叱られそうになった楽太郎が焦る」という内容。掃除中に見付けた500円玉は（妻に叱られそうになった後、）自身のポケットにしまっている。なお、500円玉を見付けた楽太郎はニヤニヤとした表情であった。
  - 「パナスプレー」（1980年代後半） - 園芸用殺虫剤噴霧器。
- マクドナルド（1980年、フィレオフィッシュでコカ・コーラが10円篇） - 「フィレオフィッシュを注文し、同僚（3人のOL）にコカ・コーラをおごる」という内容。同僚が「気前がいいのね」と言った後、「でも、10円ね」と続けているので、フィレオフィッシュの代金は払っていない。
- 日刊スポーツ（1982年）
- 祐徳薬品工業
  - 「パスタイム」（1982年 - 1983年） - 『きもちんよか〜♪』のCMで薬局の薬剤師役として出演したが、気象予報士役で出演したCMもある。
  - 「パスタイムH」 - 小森和子への相談ハガキを読む役で出演。
- カネボウ食品「そば処 天ぷらそば」（1980年代前半）
- 東京団子「東京団子の切り餅」（1984年） - セリフはすべてイタリア語。
- ヤマサ醤油 「さしみしょうゆ」（1984年） - 刺身の粋な食べ方を解説。鯛の切り身を食べようとしたらそれが跳ねたため、「粋がいいね」と驚く。
- 大阪ガス「オールガス器具謝恩割引セール」（1984年、関西ローカル） - サービスショップの店員役で出演。楽太郎を「おっさん」という客に「全部、割引きでございます」と話している。
- ナショナルショップ
  - 「ナショナルのお店」（1983年 - 1984年） - ナショナルショップの店員役で出演。元気ですか篇（1984年放映）では来客した子供に「お姉ちゃん、元気？」と声を掛けている。
  - 「ナショナル歳末特選品フェア」（1984年） - 青色の人型ロボットに扮して出演。同CMには赤色の人型ロボットも出演していた。
- 旭ダウ「スタイロ畳」（1978年） - へそくりを畳の下に隠そうとする夫役として出演。「それが見付かった妻に畳の構造の説明をしたが、へそくりが見付かってしまう」という内容。
- 旭化成建材「ヘーベルパワーボード」（1984年 - 1985年） - 新築の家篇[注 16]と単身赴任（妻の不倫）篇[注 17]に出演。
- 税務署
  - 「確定申告」（1984年）
- 日本香堂
  - 「毎日ローソク」
  - 「プレミアム毎日ローソク」（2002年）
  - 「青雲」 - 伊集院光（当時三遊亭楽大）や師匠5代目圓楽（声のみ）と共演したことがある。
  - 「毎日香」 - 6代目円楽を襲名した2010年2月28日より、師匠5代目圓楽に代わって、毎日香の語りを務める。現在、彼岸バージョン、お盆バージョン、仏壇へのお参りバージョンの3パターンが用意されている。
- 代々木アニメーション学院（2006年。自ら学院長を務めたが、経営難で離脱した）
- 東京プロト「らくパッチ」
- サンコー食品 - ヤマザワ系列の製乳業（山形県・宮城県ローカル）[注 18]
- 農業協同組合「農協貯金」（1988年、ゆとり作り篇）
- アイコク「ラクラクハンド」（1991年 - 1992年）
- 家具の荒川（1992年頃、岩手県ローカル）
- プリマハム「お歳暮」（1997年） - 5代目圓楽と共演。「楽太郎がお歳暮を持って他の家に行く途中で5代目圓楽に会い、5代目圓楽にそのお歳暮を取られてしまう」という内容。
- 太洋技建「ポリマーライト」（1997年） - 落語篇・医師（かべ医者）篇に出演。落語篇ではペイントローラーで顔をこすって（美顔ローラーを使う人のマネをし、）客の笑いを誘っている。
- 野村證券「株券電子化」（2006年 - 2007年） - 木久扇（当時の初代木久蔵）・歌丸と共演。
- 日清オイリオ「日清オイリオギフト」（2008年）
- 徳島カントリー倶楽部 - イソップ寓話「金の斧」を模したもの。
- サントリー（健康食品事業はサントリーウエルネス）
  - 「福T（笑点オリジナルTシャツ）」プレゼント（2007年春）
  - 「福バッグ（笑点オリジナルバッグ）」プレゼント（2008年春）
  - 「福ジャン（笑点オリジナルジャンパー）」プレゼント（2008年秋）
  - 「帰ってきた福T（笑点オリジナルTシャツ）」プレゼント（2009年春）
  - 「ソーラー福バッグ（笑点オリジナルバッグ）」プレゼント（2010年春）
  - グルコサミン&コンドロイチン（2008年 - ）グルコサミンのみ単独出演、それ以外は笑点コラボでメンバー全員出演、着物は紫ではなくオレンジ。
- ワイデックス（2016年）
- 白十字｢サルバやわ楽パンツ｣（2017年 - 2019年）
- PHONE APPLI「連絡とれるくん」（2019年、ウェブCM)[131]
- 森永製菓「板チョコアイス大喜利」（2021年、ウェブCM)

## 追悼番組
2022年に落語の高座の放送があったものに限る。

### テレビ
- 毎日放送『年忘れ！らくごのお時間大みそかスペシャル 三遊亭円楽・桂ざこば二人会』「寄合酒」[132]（2022年12月31日（土）、5:00 - 6:00）出演：福島暢啓（MBSアナウンサー）ゲスト：小佐田定雄（落語作家）

### ラジオ
- 東海ラジオ『なごやか寄席〜with urban jazz night〜』「湯屋番」（1993年）、「初天神」（1981年）[133]（2022年12月18日（日）26:15 - 28:45（12月19日（月）午前2:15 - 4:45） 出演：村上和宏（東海ラジオアナウンサー）、インタビュー出演：橘右橘（寄席文字書家）
- TBSラジオ『さようなら六代目三遊亭円楽』「代書屋（天野幸夫伝）」（2015年）（2022年12月27日（火）22:00 - 23:00） 出演：伊集院光、ゲスト：三遊亭好楽
- 文化放送『笑いは不屈！座布団10枚の落語人生』 （2022年12月30日（金）19:00 - 20:00) 「目薬」（1989年[134]）出演：鈴木敏夫（文化放送）　ゲスト：林家たい平

## 作品

### 著書
- 『ジョーダンはよせ!』三遊亭楽太郎 広済堂出版 豆たぬきの本 1984
- 『楽太郎の麦ごはん健康法』リヨン社 1987
- 『楽太郎の実践トーク術 結婚式編』池田書店 1992
- 『失敗しない司会進行実例百科 結婚式・ビジネス・地域社会での司会をじょうずにこなす』三遊亭楽太郎 池田書店 1993
- 『楽太郎の実践トーク術 ビジネスライフ編』池田書店 1993
- 『こころの日向ぼっこ』三遊亭楽太郎 法研 1995
- 『失敗しない司会進行のコツと実例集』三遊亭楽太郎 池田書店 2003
- 『流されて円楽に 流れつくか圓生に』六代目 三遊亭円楽 （著）十郎ザエモン（構成） 竹書房 2019

### 共著
- 『楽太郎と税を語る 聞きたい知りたい税のこと』三遊亭楽太郎、小宮山隆著 ストーク 1997
- 『楽太郎と法人税を語る 聞きたい知りたい法人税のこと』三遊亭楽太郎、小宮山隆著 税務研究会出版局 1999
- 『六代目円楽と税を考える 知っておきたい税金の常識』三遊亭円楽、小宮山隆共著 法令出版 2010
- 『噺家の魂が震えた 名人芸落語案内』噺家三十人衆（著）、六代目三遊亭円楽（解説）竹書房新書、2017

### CD
- 六代目三遊亭圓楽襲名記念 三遊亭楽太郎 十八番集（CD3巻組、特典：秘蔵写真フォトアルバム付）(テイチクエンタテインメント、2010年）
- 六代目三遊亭円楽襲名記念 三遊亭楽太郎 十八番集
  1. 薮入り・お化長屋
  2. 禁酒番屋・死神
  3. 明烏・芝浜
- 三遊亭圓楽1「朝日名人会」ライヴシリーズ126（船徳・浜野矩随・一文笛・ねずみ）（ソニーミュージック、2018年）

### DVD
- 六代目三遊亭円楽襲名記念 三遊亭楽太郎十八番集BOX（DVD3巻組、特典：秘蔵写真フォトDVD付）(テイチクエンタテインメント、2010年）
- 六代目三遊亭円楽襲名記念 三遊亭楽太郎十八番集
  1. 薮入り・お化長屋
  2. 禁酒番屋・死神
  3. 明烏・芝浜
- 六代目三遊亭円楽独演会(竹書房・Amazonディスクオンデマンド） - Amazonディスクオンデマンドのサービス停止に伴い2021年6月4日で販売終了となっていたが、2022年11月8日に販売が再開されている。
  1. 御血脈・西行歌行脚）
  2. 行ったり来たり・唐茄子屋政談
- 六代目 三遊亭円楽 独演会（ポニーキャニオン）
  1. [135]船徳・死神（2024年4月24日発売）
  2. お化け長屋・ねずみ（2024年5月29日発売）
  3. らくだ・法事の茶（2024年6月19日発売）
  4. 浜野矩随・藪入り（2024年7月24日発売）

## その他
- 1980年 - 税務大学校講師小宮山隆と税金関連の著書をしている。
- 1991年9月 - アメリカンM&N大学（ただしディプロマミル（学位工場や学歴工場などと呼ばれる実質的な教育実態がない学校）より哲学・理学博士号を購入）
- 1992年11月 - 国税庁長官表彰
- 1994年4月 - 栃木・中央福祉医療専門学校客員教授、教え子の学生たちが笑点の客席に観覧に来た際に、歌丸で介護実習を行うなどのあいさつを行っている。
- 1996年9月 - ハワイ・オアフパークゴルフ協会名誉顧問
- 2006年4月 - 代々木アニメーション学院学院長に就任（後に経営危機で離脱する）

## 一門弟子

### 直弟子

#### 真打
- 三遊亭楽生 - 惣領弟子
- 三遊亭楽京 - 柳家小里ん門下から移籍
- 三遊亭楽市 - 三遊亭楽春門下から移籍
- 三遊亭楽大
- 三遊亭一太郎 - 円楽の実子（本業は声優）

三遊亭五九楽が一門の顧問格だった。

#### 二ツ目
- 三遊亭楽天 - 円楽死後三遊亭小圓楽門下へ移籍
- 三遊亭楽八 - 円楽死後三遊亭小圓楽門下へ移籍
- 三遊亭楽花山 - 三遊亭楽生門下から移籍、円楽死後三遊亭小圓楽門下へ移籍

#### 前座
- 三遊亭楽太 - 円楽死後、四代目三遊亭萬橘門下へ移籍

### 色物
- ニックス - 師匠だったWエースの両名が他界した後に一門入りし、漫才協会員としての活動に加え、円楽が出演する両国寄席などに出演する。自身の結成10周年記念イベントにも円楽はゲスト出演し、モタレ（トリの前の出番）を務めた。落語協会・ニチエンプロダクション所属。2023年より春風亭一朝門下。

### その他
- 橘右女次（寄席文字）

### 落語以外の芸能に転向した弟子
- 石田章洋（三遊亭花楽京（一人目）、放送作家に転身）
- 伊集院光（三遊亭楽大（一人目）、タレントに転身）

両名について円楽は、落語家廃業後も身内ととらえており、一門会に出演することもあるほか、石田の著書を『笑点』で宣伝したり、伊集院とテレビ・ラジオにおいて共演することがある。伊集院も円楽を現在も「師匠」と呼び、落語家時代の話をすることがある。
息子の一太郎も、厳密には本業は落語家ではなく声優である。真打昇進の際も「披露目はやらない、手ぬぐいや扇子も作らない、祝儀ももらわない」という異例の形であった。

### 廃業
- 三遊亭楽昇 -  春風亭柳昇門下から移籍
- 三遊亭楽㐂